# Byars
Byars is een plaats (town) in de Amerikaanse staat Oklahoma, en valt bestuurlijk gezien onder McClain County.

## Demografie
Bij de volkstelling in 2000 werd het aantal inwoners vastgesteld op 280.
In 2006 is het aantal inwoners door het United States Census Bureau geschat op 288, een stijging van 8 (2,9%).

## Geografie
Volgens het United States Census Bureau beslaat de plaats een oppervlakte van
4,3 km², waarvan 4,0 km² land en 0,3 km² water. Byars ligt op ongeveer 314 m boven zeeniveau.

## Plaatsen in de nabije omgeving
De onderstaande figuur toont nabijgelegen plaatsen in een straal van 20 km rond Byars.